# 행복한 저녁
《행복한 저녁》은 대한민국의 종합편성채널 TV조선에서 방송된 텔레비전 프로그램이다.

## MC
- 김범수
- 배지현

## 동시간대 경쟁 프로그램
- 채널A 뉴스 TOP 10 (채널A)
- 6시 내고향 (KBS 1TV)
- 생방송 톡톡 보니하니 (EBS 1TV)
- MBN 뉴스와이드 (MBN)
- 생방송 투데이 (SBS)
- 생방송 오늘 저녁 (MBC)
- 2TV 생생정보 (KBS 2TV)